# Agrati

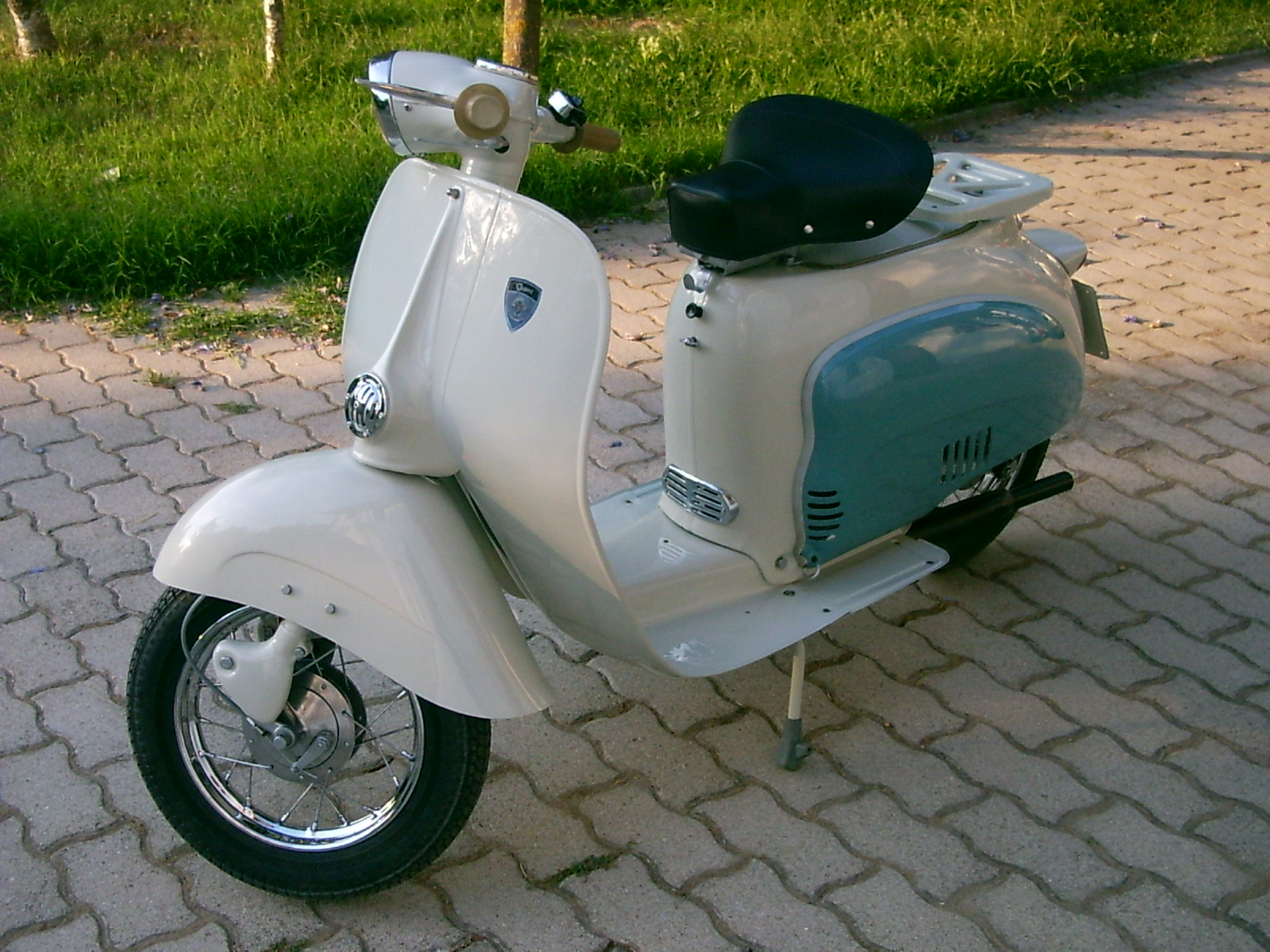
Der Capri von Agrati in der ersten Version aus dem Jahr 1959. Er hat einen 70 cm³ Garelli 319R-70 2-Takt-Motor.

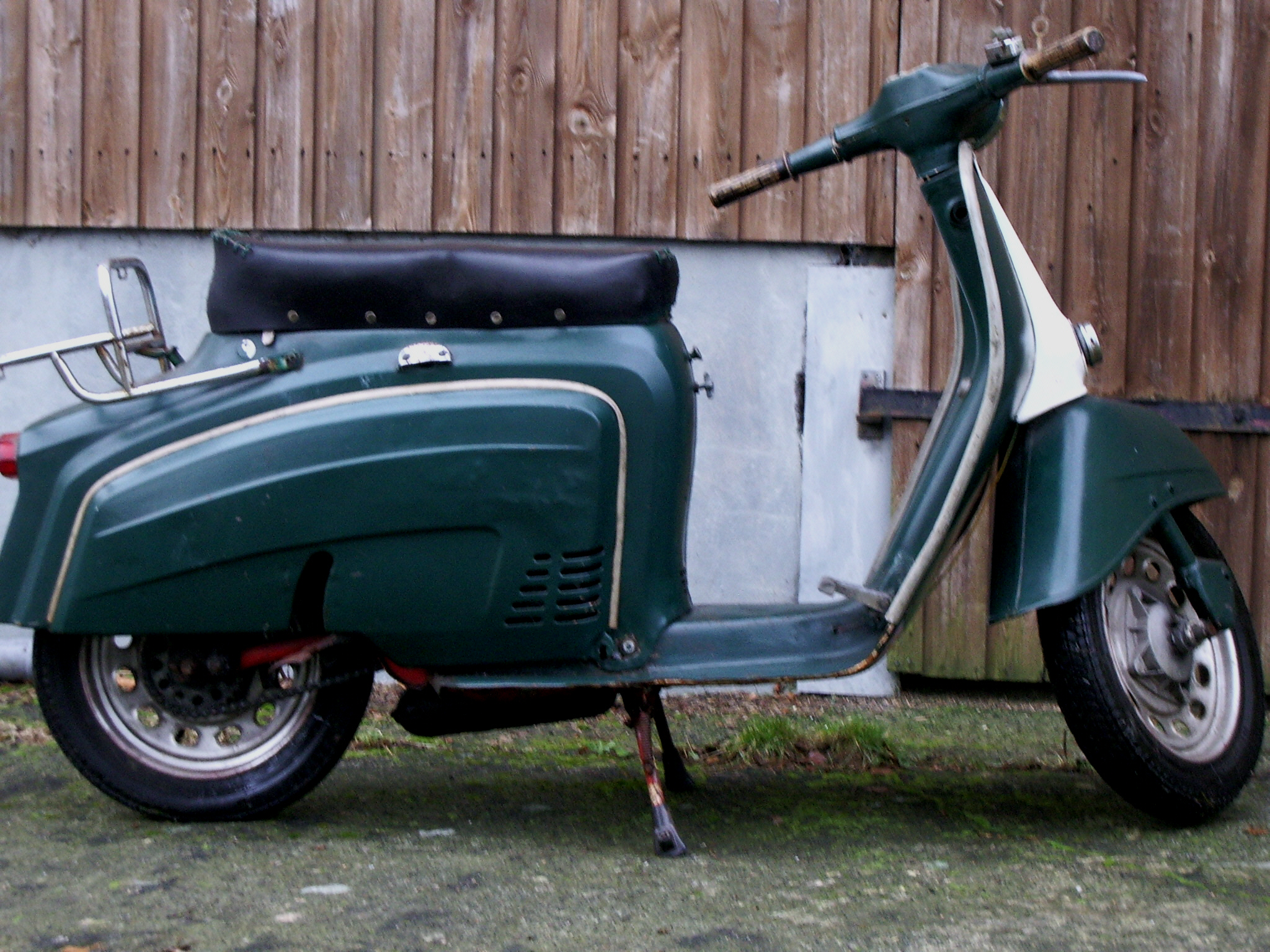
Die späte Version des Capri Roller (1967)

Agrati war ein Hersteller von Motorrollern in Monticello Brianza in Italien. Das Unternehmen wurde 1900 als Personengesellschaft gegründet (Agrati & Fils) und baute zunächst Elektromotoren, ab 1958 auch den bekannten Capri-Roller mit 70-cm³-Motor von Garelli, in Deutschland auch mit 50-cm³-Motoren von Sachs. Das Unternehmen firmierte zu jener Zeit schon als Kapitalgesellschaft Agrati S.R.L.
1961 kam es zu dem Zusammenschluss mit Garelli. Fortan wurden nun Garelli-Zweitaktmotoren von 50 bis 150 cm³ eingebaut. Durch den Zusammenschluss entstand der Namen „Agrati-Garelli“. Später fiel der Name Agrati weg; die Motorroller wurden bis 1978 nur noch unter dem Namen „Garelli“ produziert.  